# Siergiej Kowalow (bokser)
Siergiej Aleksandrowicz Kowalow (ros. Серге́й Ковалёв; ur. 2 kwietnia 1983 w Czelabińsku) – rosyjski bokser, były dwukrotny zawodowy mistrz świata wagi półciężkiej organizacji WBO. Mieszka w USA.

## Kariera zawodowa
5 grudnia 2011 roku w Jekaterynburgu Rosjanin zmierzył się ze swoim rodakiem, Romanem Simakowem, który bronił pasa WBC Asian Boxing Council. Pojedynek zakończył się technicznym nokautem w siódmej rundzie, po serii ciosów Kowalowa. Pięściarz zemdlał w ringu. Po przewiezieniu do szpitala w śpiączce lekarze zdecydowali się na operację mózgu, która się nie powiodła. Simakow zmarł trzy dni później nie odzyskawszy przytomności.
19 stycznia 2013 roku w Uncasville w Connecticut w USA Rosjanin pokonał przez nokaut w trzeciej rundzie Gabriela Campillo.
17 sierpnia 2013 roku na gali w Cardiff Kowalow zmierzył się z mistrzem świata wagi półciężkiej organizacji WBO Nathanem Cleverlym. Walijczyk dwukrotnie był liczony pod koniec 3 rundy. Na początku 4 rundy Rosjanin ponownie posłał mistrza na deski. Sędzia w obawie o zdrowie boksera z Walii przerwał pojedynek. Rosjanin odebrał mistrzowski pas Walijczykowi w piątej jego obronie.
30 listopada 2013 w Colisée de Quebec w Quebecu w Kanadzie rosyjski pięściarz w pierwszej obronie pasa pokonał przez ciężki nokaut w drugiej rundzie Ukraińca Ismajiła Siłłacha.
29 marca 2014 w Atlantic City, w New Jersey, Kowalow pokonał przez nokaut w siódmej rundzie Amerykanina Cedrica Agnewa.
2 sierpnia 2014 w Atlantic City, w New Jersey, Kowalow w kolejnej obronie pasa pokonał przez nokaut w drugiej rundzie Australijczyka Blake’a Caparello.

### Pojedynek unifikacyjny z Bernardem Hopkinsem
8 listopada 2014 na gali w Atlantic City, Kowaliow pokonał jednogłośnie na punkty Bernarda Hopkinsa (55-7-2, 32 KO), unifikując tytuły mistrza świata WBA, WBO i IBF wagi półciężkiej. Po dwunastu rundach sędziowie punktowali 120:107, 120:107 i 120:106 dla Rosjanina.
14 marca 2015 na gali w Bell Centre w Montrealu zmierzył się z Kanadyjczykiem Jeanem Pascalem (29-2-1, 17 KO). Rosjanin, wygrywając pojedynek przez techniczny nokaut w ósmej rundzie obronił zdobyte tytuły po raz pierwszy.
25 lipca 2015 w  Las Vegas znokautował w trzeciej rundzie Francuza Nadjiba Mohammedi (37-4, 23 KO).
19 listopada 2016 roku zmierzył się z byłym mistrzem świata kategorii super średniej, Andre Wardem (30-0, 15 KO). Rosjanin zdominował pierwszą część pojedynku i miał nawet w drugiej rundzie Amerykanina na deskach. Z biegiem czasu to Ward jednak zaczął zyskiwać przewagę, i ostatecznie po dwunastu rundach sędziowie wypunktowali jego zwycięstwo (3x 114-113).
17 czerwca 2017 roku w Las Vegas przystąpił do rewanżowego pojedynku z Amerykaninem, przegrywając przez TKO w 8 rundzie.

### Pojedynek o mistrza świata federacji WBO z Wiaczesławem Szabrańskim
25 listopada 2017 w Nowym Jorku, pokonał przez techniczny nokaut Wiaczesława Szabrańskiego (19-2, 16 KO). Przed końcem drugiego starcia półprzytomnego Ukraińca przed ciężkim nokautem uratował sędzia. Rosjanin odzyskał tym samym tytuł mistrza świata wagi półciężkiej federacji WBO, jaki wcześniej stracił na rzecz emerytowanego już Andre Warda
3 marca 2018  w Nowym Jorku pokonał przez techniczny nokaut rodaka Igora Michalkina (21-2, 9 KO), broniąc tytuł mistrza świata wagi półciężkiej federacji WBO.

### Pojedynki z Eleiderem Alvarezem
4 sierpnia 2018 w Atlantic City  przegrał przez techniczny nokaut w siódmej rundzie z Kolumbijczykiem  Eleiderem Alvarezem (24-0, 12 KO), tracąc tytuł WBO.  W rewanżu 2 lutego 2019 w Frisco w Teksasie, pokonał Alvareza jednogłośną decyzją sędziów  (2x 116:112 i 120:108) i odzyskał tytuł mistrza świata WBO w wadze półciężkiej.
24 sierpnia 2019 w Czelabińsku pokonał przez nokaut w jedenastej rundzie Brytyjczyka Anthony'ego Yarde (18-1, 17 KO) i obronił tytuł mistrza świata wagi półciężkiej federacji WBO.

### Walka z Saulem Alvarezem i utrata tytułu WBO
2 listopada 2019 w MGM Grand w Las Vegas zmierzył się z mistrzem świata trzech kategorii wagowych, Saulem Alvarezem (53-1-2, 36 KO). Przegrał tę walkę przez TKO w 11 rundzie tracąc tytuł czempiona WBO. Do momentu przerwania walki, sędziowie punktowali jej przebieg 96-94, 96-94 na korzyść Meksykanina, oraz 95-95.

## Lista walk zawodowych
| Rezultat   | Bilans | Przeciwnik            | Typ | Runda, czas   | Data                 | Miejsce                                                                     | Uwagi                                                                                     |
| ---------- | ------ | --------------------- | --- | ------------- | -------------------- | --------------------------------------------------------------------------- | ----------------------------------------------------------------------------------------- |
| Przegrana  | 35-5-1 | Robin Sirwan Safar    | UD  | 10            | 18 maja 2024         | Kingdom Arena, Rijad                                                        |                                                                                           |
| Zwycięstwo | 35-4-1 | Tervel Pulev          | UD  | 10            | 14 maja 2022         | Forum, Inglewood                                                            |                                                                                           |
| Przegrana  | 34-4-1 | Saul Alvarez          | TKO | 11 (12), 2:15 | 2 listopada 2019     | MGM Grand, Las Vegas, Nevada                                                | Utracił pas mistrza świata WBO w wadze półciężkiej                                        |
| Zwycięstwo | 34-3-1 | Anthony Yarde         | KO  | 11 (12), 2:04 | 24 sierpnia 2019     | Traktor Sport Palace, Czelabińsk                                            | Obronił pas mistrza świata WBO w wadze półciężkiej                                        |
| Zwycięstwo | 33-3-1 | Eleider Álvarez       | UD  | 12            | 3 lutego 2019        | Ford Center at The Star, Frisco, Teksas                                     | zdobycie mistrzostwa świata WBO w wadze półciężkiej                                       |
| Przegrana  | 32-3-1 | Eleider Álvarez       | TKO | 7 (12), 2:45  | 4 sierpnia 2018      | Hard Rock Hotel & Casino, Atlantic City, New Jersey                         | utrata mistrzostwa świata WBO w wadze półciężkiej                                         |
| Zwycięstwo | 32-2-1 | Igor Michalkin        | TKO | 7 (12), 2:25  | 3 marca 2018         | Madison Square Garden Theatre, Nowy Jork                                    | obrona mistrzostwa świata WBO w wadze półciężkiej                                         |
| Zwycięstwo | 31-2-1 | Wiaczesław Szabrański | TKO | 2 (12), 2:36  | 25 listopada 2017    | Madison Square Garden Theatre, Nowy Jork                                    | zdobycie mistrzostwa świata WBO w wadze półciężkiej                                       |
| Przegrana  | 30-2-1 | Andre Ward            | TKO | 8 (12), 2:29  | 17 czerwca 2017      | Mandalay Bay Resort and Casino, Las Vegas, Nevada                           | walka o mistrzostwo świata WBA Super, WBO i IBF w wadze półciężkiej                       |
| Przegrana  | 30-1-1 | Andre Ward            | UD  | 12            | 19 listopada 2016    | T-Mobile Arena, Las Vegas, Nevada, USA                                      | utrata mistrzostwa świata WBA Super, WBO i IBF w wadze półciężkiej                        |
| Zwycięstwo | 30-0-1 | Isaac Chilemba        | UD  | 12            | 11 lipca 2016        | DIVS, Jekaterynburg, Rosja                                                  | obrona mistrzostwa świata WBA Super, WBO i IBF w wadze półciężkiej                        |
| Zwycięstwo | 29-0-1 | Jean Pascal           | RTD | 7 (12), 3:00  | 30 stycznia 2016     | Centre Bell, Montreal, Quebec, Kanada                                       | obrona mistrzostwa świata WBA Super, WBO i IBF w wadze półciężkiej                        |
| Zwycięstwo | 28-0-1 | Nadjib Mohammedi      | KO  | 3 (12), 2:38  | 25 lipca 2015        | Mandalay Bay Resort and Casino, Las Vegas, Nevada                           | obrona mistrzostwa świata WBA Super, WBO i IBF w wadze półciężkiej                        |
| Zwycięstwo | 27-0-1 | Jean Pascal           | TKO | 8 (12), 1:03  | 14 marca 2015        | Centre Bell, Montreal, Quebec, Kanada                                       | obrona mistrzostwa świata WBA Super, WBO i w wadze półciężkiej                            |
| Zwycięstwo | 26-0-1 | Bernard Hopkins       | UD  | 12            | 8 listopada 2014     | The Ballroom, Boardwalk Hall, Atlantic City, New Jersey, USA                | obrona mistrzostwa świata WBO i zdobycie mistrzostwa świata WBA i IBF w wadze półciężkiej |
| Zwycięstwo | 25-0-1 | Blake Caparello       | TKO |               | 2 sierpnia 2014      | Revel Atlantic City, Atlantic City, New Jersey, USA                         | obrona mistrzostwa świata WBO w wadze półciężkiej                                         |
| Zwycięstwo | 24-0-1 | Cedric Agnew          | KO  | 7 (12), 0:58  | 29 marca 2014        | Boardwalk Hall Ballroom, Atlantic City, New Jersey, USA                     | obrona mistrzostwa świata WBO w wadze półciężkiej                                         |
| Zwycięstwo | 23-0-1 | Ismajił Siłłach       | KO  | 2 (12), 2:12  | 30 listopada 2013    | Colisée de Quebec, Quebec City, Quebec, Kanada                              | obrona mistrzostwa świata WBO w wadze półciężkiej                                         |
| Zwycięstwo | 22-0-1 | Nathan Cleverly       | TKO | 4 (12), 0:29  | 17 sierpnia 2013     | Motorpoint Arena, Cardiff, Walia                                            | zdobycie mistrzostwa świata WBO w wadze półciężkiej                                       |
| Zwycięstwo | 21-0-1 | Cornelius White       | TKO | 3 (12), 1:45  | 14 czerwca 2013      | Sands Casino Resort, Bethlehem, Pensylwania, USA                            |                                                                                           |
| Zwycięstwo | 20-0-1 | Gabriel Campillo      | TKO | 3 (10), 1:30  | 19 stycznia 2013     | Mohegan Sun Casino, Uncasville, Connecticut, USA                            |                                                                                           |
| Zwycięstwo | 19-0-1 | Lionell Thompson      | TKO | 3 (10), 0:14  | 21 września 2012     | Sands Casino Resort, Bethlehem, Pensylwania, USA                            |                                                                                           |
| Zwycięstwo | 18-0-1 | Darnell Boone         | TKO | 2 (8), 1:32   | 1 czerwca 2012       | Sands Casino Resort, Bethlehem, Pensylwania, USA                            |                                                                                           |
| Zwycięstwo | 17-0-1 | Roman Simakow         | TKO | 7 (12), 0:47  | 5 grudnia 2011       | DIVS, Jekaterynburg, Rosja                                                  | zdobycie tytułu WBC Asian Boxing Council w wadze półciężkiej                              |
| Remis      | 16-0-1 | Grover Young          | TD  | 2 (8), 1:31   | 27 sierpnia 2011     | Playboy Mansion, Beverly Hills, Kalifornia, USA                             |                                                                                           |
| Zwycięstwo | 16-0   | Douglas Otieno Okola  | KO  | 2 (10), 2:39  | 29 lipca 2011        | Cosmopolitan of Las Vegas, Las Vegas, Nevada, USA                           | zdobycie wolnego tytułu NABA USA w wadze półciężkiej                                      |
| Zwycięstwo | 15-0   | Terrance Woods        | KO  | 3 (8), 1:54   | 6 maja 2011          | Fantasy Springs Resort Casino, Indio, Kalifornia                            |                                                                                           |
| Zwycięstwo | 14-0   | Julius Fogle          | KO  | 2 (8), 1:16   | 1 kwietnia 2011      | UIC Pavilion, Chicago, Illinois, USA                                        |                                                                                           |
| Zwycięstwo | 13-0   | William Johnson       | TKO | 2 (6), 1:53   | 12 marca 2011        | Hilton Towers Ballroom, Luizjana, USA                                       |                                                                                           |
| Zwycięstwo | 12-0   | Karen Awetisian       | UD  | 6             | 15 grudnia 2010      | Wodolej, Jekaterynburg, Rosja                                               |                                                                                           |
| Zwycięstwo | 11-0   | Dallas Vargas         | TKO | 2 (8), 1:16   | 19 listopada 2010    | UIC Pavilion, Chicago, Illinois, USA                                        |                                                                                           |
| Zwycięstwo | 10-0   | Darnell Boone         | SD  | 8             | 9 października 2010  | Metro Fitness, Atlanta, Georgia, USA                                        |                                                                                           |
| Zwycięstwo | 9-0    | Kia Daniels           | KO  | 1 (6), 1:58   | 11 września 2010     | Playboy Mansion, Beverly Hills, Kalifornia                                  |                                                                                           |
| Zwycięstwo | 8-0    | Harley Kilfian        | TKO | 2 (6), 1:24   | 19 czerwca 2010      | Emerald Queen Casino, Waszyngton, USA                                       |                                                                                           |
| Zwycięstwo | 7-0    | Nathan Bedwell        | TKO | 1 (4), 2:15   | 19 marca 2010        | Derby Park Expo, Louisville, Kentucky, USA                                  |                                                                                           |
| Zwycięstwo | 6-0    | Francois Ambang       | KO  | 2 (6), 2:23   | 6 marca 2010         | Patriot Center, Fairfax, Wirginia, USA                                      |                                                                                           |
| Zwycięstwo | 5-0    | Micky Stackhouse      | TKO | 2 (4), 1:07   | 10 października 2009 | Coliseum Complex Events Center, Greensboro, Karolina, USA                   |                                                                                           |
| Zwycięstwo | 4-0    | Ayodeji Fadeyi        | RTD | 1 (4), 3:00   | 12 września 2009     | Playboy Mansion, Beverly Hills, Kalifornia                                  |                                                                                           |
| Zwycięstwo | 3-0    | Michael Birthmark     | RTD | 1 (4), 3:00   | 29 sierpnia 2009     | Emerald Queen Casino, Tacoma, Waszyngton, USA                               |                                                                                           |
| Zwycięstwo | 2-0    | Darryl Johnson        | TKO | 1 (4), 2:06   | 8 sierpnia 2009      | Columbia Metropolitan Convention Center, Columbia, Karolina Południowa, USA |                                                                                           |
| Zwycięstwo | 1-0    | Daniel Chavez         | TKO | 1 (4), 0:55   | 25 lipca 2009        | Greensboro Coliseum Complex, Greensboro, Karolina Północna, USA             | debiut zawodowy                                                                           |

TKO – techniczny nokaut, KO – nokaut, UD – jednogłośna decyzja, SD- niejednogłośna decyzja, MD – decyzja większości, PTS – walka zakończona na punkty